# Чемпіонат світу з футболу 2010 (кваліфікаційний раунд, ОФК)
Чемпіонат світу з футболу 2010 (кваліфікаційний раунд, Океанія) — змагання серед футбольних збірних команд країн-членів Конфедерації футболу Океанії за право взяти участь у матчах плей-оф проти представника Азійської конфедерації футболу, переможець у яких отримував путівку до фінальної частини чемпіонату світу 2010 року. 
За результатами змагання переможцем стала збірна команда Нової Зеландії, яка згодом у матчах плей-оф здолала збірну Бахрейну, отримавши таким чином право грати на чемпіонаті світу 2010 року у Південно-Африканській Республіці.
Це був перший відбірковий турнір до чемпіонату світу у регіоні після переходу збірної Австралії з океанської конфедерації ОФК до азійської АФК.

## Формат
Кваліфікаційний турнір відбувався у два раунди, першим з яких став футбольний турнір на Тихоокеанських Іграх 2007 року, що проходили на Самоа. Переможець цього турніру, а також команди, що зайняли друге та третє місця, відповідно збірні Нової Каледонії, Фіджі та Вануату, отримали право участі у другому раунді кваліфікаційного змагання.
Участь у другому раунді також автоматично отримала сіяна команда — лідер регіонального футболу, збірна Нової Зеландії. Цей раунд проводився у формі групового турніру, у якому кожен з учасників грав з усіма супротивниками по дві гри — одній вдома та одній у гостях. Змагання проходило протягом 2007—2008 років і також відігравало роль Кубку націй ОФК 2008 року. 

## Перший раунд
Жеребкування першого раунду, футбольного турніру на Тихоокеанських Іграх 2007 року, відбулося в Окленді, Нова Зеландія 12 червня 2007 року. 
Змагання складалося з трьох етапів — групового, півфінальних матчів та фіналу. Участь у ньому взяли 10 команд, що розпочали боротьбу у двох групах по 5 команд у кожній. Груповий етап проходив в одне коло, тобто кожна з пар суперників у групі грала між собою лише одного разу. Дві найкращі команди з кожної з груп проходили до наступного етапу. На стадії півфіналів переможець групи A грав проти команди, що посіла друге місце в групі B, і навпаки.

### Групова стадія

#### Група A
| Команда        | І | В | Н | П | М+ | М- | РМ  | О  |
| -------------- | - | - | - | - | -- | -- | --- | -- |
| Фіджі          | 4 | 3 | 1 | 0 | 25 | 1  | +24 | 10 |
| Нова Каледонія | 4 | 3 | 1 | 0 | 6  | 1  | +5  | 10 |
| Таїті          | 4 | 1 | 1 | 2 | 2  | 6  | −4  | 4  |
| Острови Кука   | 4 | 1 | 0 | 3 | 4  | 9  | −5  | 3  |
| Тувалу *       | 4 | 0 | 1 | 3 | 2  | 22 | −20 | 1  |

|                | Острови Кука | Фіджі | Нова Каледонія | Таїті | Тувалу |
| -------------- | ------------ | ----- | -------------- | ----- | ------ |
| Острови Кука   |              | 0 – 4 | 0 – 3          | 0 – 1 | 4 – 1  |
| Фіджі          |              |       | 1 – 1          | 4 – 0 | 16 – 0 |
| Нова Каледонія |              |       |                | 1 – 0 | 1 – 0  |
| Таїті          |              |       |                |       | 1 – 1  |
| Тувалу         |              |       |                |       |        |

* Тувалу не входило до числа членів ФІФА, тому його збірна не мала права кваліфікуватися до участі у чемпіонаті світу.

#### Група B
| Команда            | І | В | Н | П | М+ | М- | РМ  | О  |
| ------------------ | - | - | - | - | -- | -- | --- | -- |
| Соломонові Острови | 4 | 4 | 0 | 0 | 21 | 1  | +20 | 12 |
| Вануату            | 4 | 3 | 0 | 1 | 23 | 3  | +20 | 9  |
| Самоа              | 4 | 2 | 0 | 2 | 9  | 8  | +1  | 6  |
| Тонга              | 4 | 1 | 0 | 3 | 6  | 10 | −4  | 3  |
| Американське Самоа | 4 | 0 | 0 | 4 | 1  | 38 | −37 | 0  |

|                    | Американське Самоа | Самоа | Соломонові Острови | Тонга | Вануату |
| ------------------ | ------------------ | ----- | ------------------ | ----- | ------- |
| Американське Самоа |                    | 0 – 7 | 1 – 12             | 0 – 4 | 0 – 15  |
| Самоа              |                    |       | 0 – 3              | 2 – 1 | 0 – 4   |
| Соломонові Острови |                    |       |                    | 4 – 0 | 2 – 0   |
| Тонга              |                    |       |                    |       | 1 – 4   |
| Вануату            |                    |       |                    |       |         |

### Півфінали та фінал
|  | Півфінали          | Півфінали |   |                    | Фінал               | Фінал |  |
|  |                    |           |   |                    |                     |       |  |
|  |                    |           |   |                    |                     |       |  |
|  | Соломонові Острови | 2         |   |                    |                     |       |  |
|  | Нова Каледонія     | 3         |   |                    |                     |       |  |
|  |                    |           |   |                    |                     |       |  |
|  |                    |           |   |                    |                     |       |  |
|  |                    |           |   |                    | Нова Каледонія      | 1     |  |
|  |                    | Фіджі     | 0 |                    |                     |       |  |
|  |                    |           |   |                    |                     |       |  |
|  |                    |           |   |                    |                     |       |  |
|  |                    |           |   |                    | Матч за третє місце |       |  |
|  |                    |           |   |                    |                     |       |  |
|  | Фіджі              | 3         |   | Соломонові Острови | 0                   |       |  |
|  | Вануату            | 0         |   |                    | Вануату             | 2     |  |

Три медалісти змагання — Нова Каледонія, Фіджі та Вануату пройшли до Другого раунду відбору — Кубку націй ОФК, участь у якому також автоматично отримала Нова Зеландія.

## Другий раунд
| Команда        | І | В | Н | П | М+ | М- | РМ | О  |
| -------------- | - | - | - | - | -- | -- | -- | -- |
| Нова Зеландія  | 6 | 5 | 0 | 1 | 14 | 5  | +9 | 15 |
| Нова Каледонія | 6 | 2 | 2 | 2 | 12 | 10 | +2 | 8  |
| Фіджі          | 6 | 2 | 1 | 3 | 8  | 11 | −3 | 7  |
| Вануату        | 6 | 1 | 1 | 4 | 5  | 13 | −8 | 4  |

|                | Фіджі | Нова Каледонія | Нова Зеландія | Вануату |
| -------------- | ----- | -------------- | ------------- | ------- |
| Фіджі          | –     | 3 – 3          | 0 – 2         | 2 – 0   |
| Нова Каледонія | 4 – 0 | –              | 1 – 3         | 3 – 0   |
| Нова Зеландія  | 0 – 2 | 3 – 0          | –             | 4 – 1   |
| Вануату        | 2 – 1 | 1 – 1          | 1 – 2         | –       |

Збірна Нової Зеландії кваліфікувалася для участі у матчах плей-оф проти команди, що зайняла п'яте місце у відбірковому турнірі азійської конфедерації.

## Плей-оф
Чемпіон Океанії — збірна Нової Зеландії провела двоматчовий плей-оф проти збірної Бахрейну, команди, яка зайняла п'яте місце у відбірковому турнірі азійської конфедерації. Перемога у цьому плей-оф за сумою двох матчів дозволила новозеландцям отримати місце у фінальній частині чемпіонату світу 2010 року.
| Команда 1 | Заг. | Команда 2     | 1-й матч | 2-й матч |
| --------- | ---- | ------------- | -------- | -------- |
| Бахрейн   | 0–1  | Нова Зеландія | 0–0      | 0–1      |

## Бомбардири
У 38 матчах кваліфікаційного раунду, включаючи плей-оф між конференціями, було забито 150 м'ячів, в середньому 3,95 гола за гру. Найкращі бомбардири:
| Місце | Гравець          | Країна             | Усього голів | Голів за раундом | Голів за раундом | Голів за раундом | Голів за раундом |
| Місце | Гравець          | Країна             | Усього голів | 1-Г              | 1                | 2                | П-О              |
| ----- | ---------------- | ------------------ | ------------ | ---------------- | ---------------- | ---------------- | ---------------- |
| 1     | Осеа Вакаталесау | Фіджі              | 12           | 9                | 1                | 2                | X                |
| 2     | Сеуль Соромон    | Вануату            | 9            | 8                | 1                | 0                | X                |
| 3     | Шейн Смелц *     | Нова Зеландія      | 8            | —                | —                | 8                | 0                |
| 4     | Коммінс Менапі   | Соломонові Острови | 7            | 6                | 1                | X                | X                |
| 5     | Рой Крішна       | Фіджі              | 6            | 3                | 1                | 2                | X                |
| 5     | франсуа Сакама   | Вануату            | 6            | 3                | 1                | 2                | X                |
| 7     | Мішель Гмае      | Нова Каледонія     | 5            | 0                | 0                | 5                | X                |
| 7     | Йамель Кабо      | Нова Каледонія     | 5            | 4                | 1                | 0                | X                |
| 7     | Етьєн Мермер     | Вануату            | 5            | 4                | 0                | 1                | X                |
| 10    | Пьєр Вайока      | Нова Каледонія     | 4            | 2                | 0                | 2                | X                |
| 10    | Генрі Фа'ародо   | Соломонові Острови | 4            | 3                | 1                | X                | X                |
| 10    | Бенджамін Тоторі | Соломонові Острови | 4            | 4                | 0                | X                | X                |
| 13    | Піта Балейтога   | Фіджі              | 3            | 3                | 0                | 0                | X                |
| 13    | піта Рабо        | Фіджі              | 3            | 3                | 0                | 0                | X                |
| 13    | Девід Малліген   | Нова Зеландія      | 3            | —                | —                | 3                | 0                |

*  Шейн Смелц (Нова Зеландія) став найкращим бомбардиром розіграшу Кубка націй ОФК 2008 року, забивши протягом цього турніру 8 м'ячів.
Легенда:
— - команда не брала участі
X - команда не пройшла до відповідного раунду